# Muzzy Lane
Muzzy Lane Software es una empresa tecnológica que desarrolla herramientas de software de aprendizaje basadas en juegos en el ámbito de la tecnología educativa. En 2015 lanzaron Muzzy Lane Author, un conjunto de herramientas que permiten a los educadores crear sus propias evaluaciones de aprendizaje basadas en juegos.
La empresa comenzó creando juegos de estrategia detallados con el objetivo de aprender y enseñar historia. Su serie Making History se ha utilizado en cientos de aulas; lo que llevó a la empresa a crear varias versiones comerciales en las épocas de la Segunda Guerra Mundial y la Primera Guerra Mundial. Han trabajado con socios como McGraw-Hill Education, Pearson Education, Cengage Learning, la National Geographic Society, la Corporation for Public Broadcasting y directamente con universidades. Muzzy Lane publicó un estudio de investigación sobre estudiantes no tradicionales financiado por la Fundación Bill y Melinda Gates en 2016.
En 2016, la compañía vendió la franquicia Making History a Factus Games, y ahora se centra por completo en la tecnología educativa.

## Historia
Muzzy Lane Software fue fundada en 2002.
En enero de 2011, Muzzy Lane trasladó sus oficinas al edificio Towle en Newburyport debido a la necesidad de aumentar el espacio para su creciente equipo.  
En 2015, la empresa incorporó a un nuevo director general, Conall Ryan, un veterano en los sectores de la educación y la edición.  
En 2016, la empresa se trasladó al Boston North Technology Park en Amesbury, MA.

## Juegos
| Título del juego                                                        | Año de lanzamiento | Plataforma         |
| Making History (serie)                                                  | 2007               | PC y MAC           |
| Chinatown participativo                                                 | 2011               | PC                 |
| Proyecto ClearLab                                                       | 2009               | PC                 |
| Pasado/Actualmente (para el Center for New American Media)              | 2012               | Navegador          |
| MiddWorld Online (en colaboración con Middlebury Interactive Languages) | 2011               | PC                 |
| Práctica de Marketing (asociado con McGraw-Hill Education)              | 2010               | PC/Mac/iOS/Android |
| Práctica de Gobierno (en colaboración con McGraw-Hill Education)        | 2012               | PC/Mac/iOS/Android |
| Práctica de Operaciones (en colaboración con McGraw-Hill Education)     | 2012               | PC/Mac/iOS/Android |
| Ferrocarril subterráneo (en colaboración con National Geographic)       | 2014               | PC/Mac/iOS/Android |